# Серёдкинский район
Серёдкинский район — административно-территориальная единица в составе Ленинградской и Псковской областей РСФСР, существовавшая в 1927—1958 годах.
Серёдкинский район в составе Псковского округа Ленинградской области был образован в 1927 году. В район вошло 30 сельсоветов: Аксентьевский, Бельский, Боровикский, Будижский, Вязковский, Гверздовский, Гористицкий, Городенский, Горский, Гридинский, Заборовский, Заходский, Колядушский, Курокшский, Липенский, Луговский, Мельницкий, Низовицкий, Новиковский, Новосельский, Пнево-Заходский, Подборовский, Подклинский, Ремедский, Самолвовский, Середкинский, Теребищенский, Усаднищенский, Царевский, Чухновский.
В том же году Аксентьевский, Вязковский, Гористицкий, Горский, Липенский, Новосельский, Подклинский, Чухновский с/с были упразднены.
В 1928 году Заходский с/с был присоединён к Усаднищенскому, а Пнево-Заходский — к Самолвовскому.
В 1930 году в результате ликвидации окружного деления Серёдкинский район перешёл в прямое подчинение Ленинградской области.
В 1931 году были упразднены Городенский и Царевский с/с.
В 1932 году в состав района были включены Елешинский, Наумовщинский и Столбовский с/с Гдовского района.
В 1935 году Елешинский, Наумовщинский, Низовицкий, Подборовский, Столбовский с/с переданы в Полновский район. В том же году район включён в состав Псковского округа.
В 1939 году упразднён Луговский с/с.
В 1940 году в связи с ликвидацией Псковского округа район перешёл в прямое подчинение Ленинградской области.
В начале 1940-х Ремедский с/с переименован в Ремдовский.
В 1944 году района вошёл в состав Псковской области.
В 1954 году Колядушский с/с присоединён к Гверздовскому, Будижский и Гриденский — к Мельницкому, Бельский — к Новиковскому, Ремдовский — к Самолвовскому, Заборовский и Усадищенский — к Середкинскому, Курокшский — к Теребищенскому.
В 1958 году Серёдкинский район был упразднён, а его территория разделена между Гдовским (Самолвовский с/с) и Псковским (все остальные с/с) районами.